# Michał Kudła
Michał Kudła (ur. 17 października 1991 r. w Poznaniu) – polski kanadyjkarz, medalista Letniej Uniwersjady 2013, olimpijczyk z Rio de Janeiro (2016), ośmiokrotny mistrz Polski.

## Kariera sportowa
Jest zawodnikiem Posnanii.
Na Uniwersjadzie w 2013 zdobył brązowy medal w konkurencji C-4 1000 m (partnerami byli Piotr Kuleta, Mateusz Kamiński i Patryk Sokół).
Na mistrzostwach Polski seniorów zdobył 8 złotych medali:
- 2010: C-4 1000 m
- 2013: C-1 x 4 200 m
- 2014: C-1 500 m, C-1 1000 m, C-1 x 4 200 m, C-4 1000 m,
- 2015: C-4 500 m
- 2016: C-4 1000 m

## Wyniki
Wyniki finałów igrzysk olimpijskich i europejskich oraz mistrzostw świata i Europy.
| Rok  | Zawody               | Miejscowość      | Konkurencja | Czas      | Pozycja |
| ---- | -------------------- | ---------------- | ----------- | --------- | ------- |
| 2010 | Mistrzostwa Europy   | Trasona          | C-1 5000 m  | 24:50,043 | 8.      |
| 2010 | Mistrzostwa świata   | Poznań           | C-4 1000 m  | 3:24,572  | 5.      |
| 2011 | Mistrzostwa świata   | Segedyn          | C-4 1000 m  | 3:37,53   | 5.      |
| 2012 | Mistrzostwa Europy   | Zagrzeb          | C-4 1000 m  | 3:42,623  | 6.      |
| 2013 | Mistrzostwa Europy   | Montemor-o-Velho | C-4 1000 m  | 3:26,923  | 5.      |
| 2013 | Mistrzostwa świata   | Duisburg         | C-4 1000 m  | 3:34,83   | 9.      |
| 2015 | Mistrzostwa Europy   | Račice           | C-2 200 m   |           | 9.      |
| 2015 | Mistrzostwa Europy   | Račice           | C-2 500 m   | 1:47,316  | 5.      |
| 2015 | Igrzyska europejskie | Baku             | C-2 1000 m  | 3:36,82   | 7.      |
| 2016 | Mistrzostwa Europy   | Moskwa           | C-2 1000 m  | 3:42,604  | 7.      |
| 2019 | Igrzyska europejskie | Mińsk            | C-2 1000 m  | 3:43,704  | 5.      |
| 2019 | Mistrzostwa świata   | Segedyn          | C-2 1000 m  | 3:46,930  | 6.      |